# Präludium und Fuge A-Dur BWV 864 (Das Wohltemperierte Klavier, I. Teil)
Präludium und Fuge A-Dur, BWV 864, bilden ein Werkpaar im 1. Teil des Wohltemperierten Klaviers, einer Sammlung von Präludien und Fugen für Tasteninstrumente von Johann Sebastian Bach.

## Präludium
Das Präludium ist eine Sinfonia im dreifachen Kontrapunkt. Wie in der Sinfonia in f-moll BWV 795 werden die drei Soggetti gleich zu Beginn im dreistimmigen Satz exponiert. Der Sopran bringt ein kantables Kopfmotiv mit sequenzierender Fortspinnung, das Motiv der Mittelstimme ist rhythmisch profiliert und zugleich harmonisch verbindend. Der Bassverlauf erinnert an einen Lamentobass, doch wie in der Sinfonia in f-Moll ist der erste Basston noch nicht thematisch.
Der Grund, warum über die f-moll-Sinfonie ungleich mehr geschrieben wurde als über dieses Präludium, mag wohl darin liegen, dass der Charakter des Präludiums in A-Dur unbeschwerter und gelöster wirkt als die Moll-Variante.

## Fuge
Auffallend am Fugenthema ist zunächst der Beginn mit einer abgesetzten Einzelnote, der drei Achtelpausen folgen, sowie eine Menge aufsteigender Quarten. Zudem reicht das Thema über den Einsatz des Comes hinaus und endet im dritten Takt auf der Dominante – man könnte sagen, die Fuge beginnt mit einer Engführung. Das Werk ist von den Interpreten sehr verschieden aufgefasst worden: Carl Czerny versah die erste Note mit einem ff und die Fortsetzung mit einem p. Hugo Riemann findet die Fuge „von der innigsten Empfindung und einer fast rührenden Naivität“; Donald Francis Tovey fasst sie als „zartes und kompliziertes Scherzo“ auf, was durch den tänzerischen 9⁄8-Takt begründet sein mag. Merkwürdig ist zudem der Aufbau der Fuge. Sie enthält zunächst zwei gleich lange Teile: Takt 1–20 in Achtel-, Takt 21–41 in Sechzehntelbewegung. Darauf folgt eine ebenfalls zweiteilige Coda, die in Takt 41–48 zunächst den ersten Teil wiederholt, dann in Takt 49–54 den zweiten Teil, also eine Form A B a b. Der scherzhafte Charakter im ersten Teil wird dadurch betont, dass nach den regulären ersten drei Themenauftritten in Takt 6 ein vierter Einsatz im Bass erfolgt, der sich jedoch als Scheineinsatz entpuppt.